# Canal de l'Aqueduc
Het Canal de l'Aqueduc is een aquaductkanaal op het Île de Montréal in Québec, Canada. Het kanaal verzorgt Montréal van drinkwater.
Het kanaal ligt ten zuiden van het grotere Canal de Lachine en doorsnijdt met een lengte van 8,1 km de zuidoostelijke tip van het Île de Montréal.